# Herbert Fraß
Herbert Adolf Fraß (* 7. April 1938 in Rastatt; † 27. November 2020 ebenda) war ein deutscher Bankkaufmann und Kommunalpolitiker (Freie Wähler).

## Werdegang
Fraß absolvierte eine Ausbildung zum Bankkaufmann. Er war Mitglied und lange Jahre Vorsitzender der Freien Wähler in Rastatt und gehörte mehr als 20 Jahre dem Rastatter Gemeinderat an.
Daneben übernahm er weitere Ehrenämter: er war Vorsitzender des Rastatter Turnvereins, des Fördervereins der städtischen Musikschule und der Handelslehranstalt sowie Schatzmeister der Werbegemeinschaft Rastatt.
Maßgeblich gestaltete er den Aufbau der Erinnerungsstätte für die Freiheitsbewegungen in der deutschen Geschichte im Schloss Rastatt und war Mitbegründer, Schatzmeister und stellvertretender Vorsitzender des Fördervereins der Erinnerungsstätte.

## Ehrungen
- 2013: Verdienstkreuz am Bande der Bundesrepublik Deutschland